# Doisprezece Apostoli
Doisprezece Apostoli (monument al naturii), este o arie protejată de interes național, ce corespunde categoriei a III-a IUCN (rezervație naturală, tip geologic), situată în județul Suceava pe teritoriul administrativ al comunei Dorna Candrenilor.

## Caracteristici
De-a lungul celor 11 km ale traseului tematic turistic „Doisprezece Apostoli” din interiorul ariei protejate, traseu care pornește din satul Gura Haitii, aflat la 28 km de Vatra Dornei în Comuna Șaru Dornei, pe turiști îi așteaptă o excursie  prin păduri de molid și pășuni subalpine către una dintre cele mai frumoase destinații din Parcul Național Călimani.
Rezervația are o suprafață de 200 ha și reprezintă un complex de roci eruptive cu figuri zoomorfe si antropomorfe, unice prin frumusețea și forma lor, formate prin eroziunea agregatelor vulcanice (modelare eoliană, dezagregare fizică de tipul îngheț-dezgheț, eroziune produsă de apele de șiroire).
Apare de exemplu figura unui moș cu barbă - spre nord, a unui bătrân - spre sud, a unui urs cu capul plecat, a unei femei ce amintește silueta lui Nefertiti ș.a. Printre acestea se remarcă figura misterioasă a Moșului ce prezintă trei fațete distincte - toate cu chip uman.

## Semnificație
De sărbătoarea celor Doisprezece Apostoli (29 iunie), localnicii urcă din zonele învecinate pentru a sărbători „Moșii din Călimani”.